# John Stott

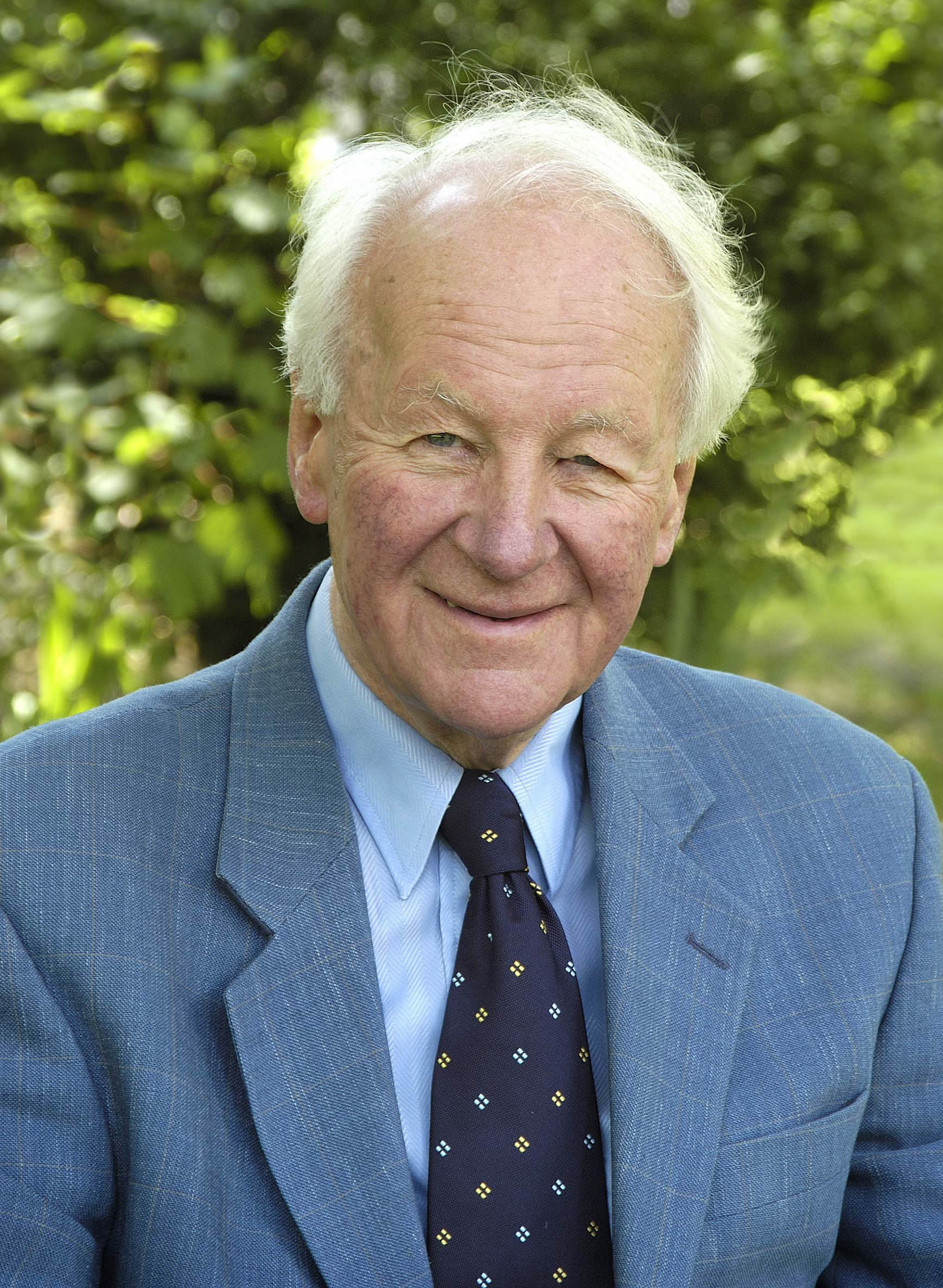
John Stott

John Robert Walmsley Stott (Londen, 27 april 1921 – Lingfield (Surrey), 27 juli 2011) was een vooraanstaand Engels theoloog. Hij was lid van de Anglicaanse kerk en had een brede invloed binnen de evangelicale beweging.

## Levensloop
De vader van Stott was een atheïst, terwijl zijn moeder de kerk bezocht. Stott werd op jonge leeftijd naar de kostschool gestuurd. Hij onderging een bekeringservaring tijdens een preek van Eric Nash. Stott werd getroffen door de tekst: "Ik sta voor de deur en klop aan. Als iemand mijn stem hoort en de deur opent, zal ik binnenkomen, en we zullen samen eten, ik met hem en hij met mij".
Stott studeerde aan Trinity College in Cambridge. Hij studeerde af in Frans en in de theologie. Hij vervolgde zijn studie aan Ridley Hall Theological Center om opgeleid te worden tot geestelijke. Zijn aanstelling kreeg hij in 1945. Stott werd hulppredikant (1945-1950) en later hoofdpredikant (1950-1975) in All Souls Church, Langham Place. In deze kerk was hij ook opgegroeid. Zijn hele leven is Stott celibatair gebleven.

### Theoloog
Als theoloog was Stott nauw betrokken bij een belangrijke markeerpunt in de geschiedenis van de Britse evangelicale stroming. In 1966 was hij voorzitter van de Nationale Vergadering van Evangelicalen. Tijdens het congres deed Martyn Lloyd-Jones onverwachts de oproep dat alle evangelicalen zich moesten verzamelen in één kerk. Dit zou betekenen dat de evangelicale christenen hun kerk zouden moeten verlaten in het geval dat daarbinnen ook sprake was van een liberale stroming. Lloyd-Jones deed zijn oproep omdat hij geloofde dat christenen niet mochten verschillen over de belangrijkste punten van het christendom, zoals redding en het gezag van de Schrift. Zowel Lloyd-Jones als Stott werden gezien als sleutelfiguren binnen de evangelicale stroming. Stott was het niet eens met hem en gebruikte zijn positie als voorzitter van de conferentie om hem weerwoord te bieden. Volgens Stott ging de oproep in tegen de geschiedenis en tegen de bijbel. Een jaar later tijdens een congres van evangelicale christenen die actief waren binnen de Anglicaanse kerk spraken veel van hen uit dat zij zich volledig wilden inzetten binnen die kerk. Door het tegenwicht van Stott splitsten veel minder mensen zich af dan anders waarschijnlijk was gebeurd.
Stott was in 1974 voorzitter van het comité dat de Lausanne Covenant opstelde. Dit is een christelijk manifest dat wereldwijd een grote invloed op de christelijke zending heeft gehad.
In 1975 stopte Stott als predikant. Hij richtte twee organisaties op. In 1974 werd Langham Partnership International opgericht (in de Verenigde Staten bekend onder de naam John Stott Ministries) en in 1982 het London Institute for Contemporary Christianity. Met beide organisaties wilde hij christenen en kerken ondersteunen in hun werk.
Stott overleed in 2011 op negentigjarige leeftijd.

## Standpunten
Als theoloog kwam Stott er publiekelijk voor uit dat hij geloofde in het idee van annihilationisme. Dit is een theorie die gelooft dat niet-christenen na de dood niet naar de hel gaan, maar vernietigd worden, dus ophouden te bestaan. Dit leidde tot een verhit debat en Stott kreeg van verschillende kanten kritiek. Anderen steunden hem juist in zijn opvatting.

## Invloed
Stott heeft ruim 50 boeken geschreven. Zijn bekendste boek is Basic Christianity. Een groot aantal daarvan zijn ook vertaald in verschillende talen, waaronder het Nederlands. Door The New York Times-columnist David Brooks werd Stott omschreven als de ideale evangelicale paus. In 2005 werd hij opgenomen in de lijst van honderd meest invloedrijke mensen van het blad Time.
- Bibsys: 90088575
- Biblioteca Nacional de España: XX903912
- Bibliothèque nationale de France: cb119256213 (data)
- Catàleg d'autoritats de noms i títols de Catalunya: 981058515013606706
- CiNii: DA05211397
- Gemeinsame Normdatei: 119041944
- International Standard Name Identifier: 0000 0001 2142 5962
- Library of Congress Control Number: n79063840
- Nationale Bibliotheek van Letland: 000002644
- Bibliotheek van het Japanse parlement: 00457864
- Nationale Bibliotheek van Tsjechië: xx0009017
- Nationale Bibliotheek van Israël: 987007268652205171
- Nederlandse Thesaurus van Auteursnamen: 07228594X
- LIBRIS: 199386
- SNAC: w6gm9b0x
- Système universitaire de documentation: 027149927
- Virtual International Authority File: 87809368
- WorldCat: E39PBJwtqRYy66Hc7VJTGrGPwC